# ФК Тетекс
„Тетекс“ е футболен клуб от Тетово, Северна Македония, основан през 1953 г.
Играе домакинските си мачове на Градския стадион в Тетово. Прозвището на клуба е текстилците заради текстилния завод „Тетекс“, чието име носи клубът. Домакинските екипи са изцяло в бяло.

## Трофеи
- Купа на Македония
  - Носител (2): 2009/2010, 2012/2013
  - Финалист (2): 2010/2011, 2014/2015
- Македония Втора Лига
  - Шампион (1): 2008/2009
- Суперкупа на Македония
  - Финалист (1): 2013